# Világgá mentem
A Világgá mentem (eredeti cím: North) 1994-ben bemutatott amerikai kalandfilm, melyet Rob Reiner rendezett. A forgatókönyvet Alan Zweibel írta saját, Bezzeg North című regénye alapján. A főbb szerepekben Elijah Wood, Jon Lovitz, Jason Alexander, Alan Arkin, Dan Aykroyd, Kathy Bates, Faith Ford, Graham Greene, Julia Louis-Dreyfus, Reba McEntire, John Ritter és Abe Vigoda látható. Bruce Willis narrátorként működött közre, de több különböző szerepben is feltűnik. Scarlett Johansson ebben a filmben debütált gyerekszínészként.
Az Amerikai Egyesült Államokban 1994. július 22-én mutatták be. A film anyagi és kritikai bukásnak bizonyult: 40 milliós költségvetés mellett csupán 12 millió dolláros bevételt termelt. Lesújtó kritikákat kapott, hat kategóriában jelölték Arany Málna díjra és minden idők lerosszabb filmjei közt tartják számon.

## Cselekmény
North tizenegy éves kisfiú, akinek elege lesz szüleiből. Jogilag elválasztja magát tőlük és világkörüli útra indul, hogy újakat találjon helyettük.

## Szereplők
| Szerep            | Színész             | Magyar hang    | Magyar hang         | Magyar hang   |
| Szerep            | Színész             | 1. szinkron    | 2. szinkron         | 3. szinkron   |
| ----------------- | ------------------- | -------------- | ------------------- | ------------- |
| North             | Elijah Wood         | Molnár Levente | Kilényi Márk Olivér |               |
| North apja        | Jason Alexander     | Bata János     | Kassai Károly       |               |
| North anyja       | Julia Louis-Dreyfus | Molnár Zsuzsa  | Kiss Erika          |               |
| mesélő / őrangyal | Bruce Willis        | Mihályi Győző  | Dörner György       | Csankó Zoltán |
| Arthur Belt       | Jon Lovitz          | Kőszegi Ákos   | Pusztaszeri Kornél  | Háda János    |
| Buckle bíró       | Alan Arkin          | Kárpáti Tibor  | Rudas István        |               |
| Tex papa          | Dan Aykroyd         | Csuja Imre     | Kerekes József      |               |
| Tex mama          | Reba McEntire       |                |                     |               |
| Ho kormányzó      | Keone Young         |                |                     |               |
| Mrs. Ho           | Lauren Tom          |                |                     |               |
| Alaszkai apuka    | Graham Greene       | Melis Gábor    | Sótonyi Gábor       | Bácskai János |
| Alaszkai anyuka   | Kathy Bates         |                | Sági Tímea          |               |
| Amish apuka       | Alexander Godunov   |                |                     |               |
| Amish anyuka      | Kelly McGillis      |                |                     |               |
| Ward Nelson       | John Ritter         |                | Vári Attila         | Németh Gábor  |
| Laura Nelson      | Scarlett Johansson  |                | Talmács Márta       |               |

## Fogadtatás

### Bevételi adatok
A Világgá mentem egyöntetű elutasításra lelt kritikai körökben és a mozipénztáraknál is súlyos kudarcnak bizonyult: 40 milliós költségvetésével szemben mindössze hétmillió dollárt gyűjtött az Amerikai Egyesült Államokban.

### Kritikai visszhang
Roger Ebert filmkritikusra különösen rossz benyomást tett a film, szerinte Wood és Reiner is csinált már előtte sokkalta jobb filmeket. Ebert a ritka „nulla csillagra” értékelte a filmet, s még tíz év múltán is szerepel a tíz leggyűlöltebb filmjének listáján. Írása tartalmazott egy híressé vált részletet: „Utáltam ezt a filmet. Utáltam, utáltam, utáltam, utáltam, utáltam ezt a filmet. Utáltam. Utáltam minden idióta, hülye, üres, közönséginzultáló pillanatát. Utáltam, hogy azt hitték, bárkinek is tetszeni fog. Utáltam azt a sértést a nézők felé, hogy azt hitték, bárkit is szórakoztatni fog.”
A fenti idézet rövidített változata lett a címe egy 2000-es kiadványnak, mely Ebert negatív kritikáiból válogatott.

### Díjak és jelölések
A filmet hat kategóriában jelölték Arany Málna díjra a 15. Arany Málna-gálán.
| Év   | Díj                       | Kategória                                     | Jelölt           | Eredmény |
| ---- | ------------------------- | --------------------------------------------- | ---------------- | -------- |
| 1995 | Stinkers Bad Movie Awards | Legrosszabb film                              | Világgá mentem!  | Elnyerte |
| 1995 | Stinkers Bad Movie Awards | Legrosszabb férfi főszereplő                  | Bruce Willis     | Elnyerte |
| 1995 | Young Artist Award        | Legjobb fiatal főszereplő (nagyjátékfilm)     | Elijah Wood      | Jelölve  |
| 1995 | Young Artist Award        | Legjobb fiatal mellékszereplő (nagyjátékfilm) | Matthew McCurley | Elnyerte |
| 1995 | Arany Málna díj           | Legrosszabb film                              | Világgá mentem!  | Jelölve  |
| 1995 | Arany Málna díj           | Legrosszabb férfi főszereplő                  | Bruce Willis     | Jelölve  |
| 1995 | Arany Málna díj           | Legrosszabb férfi mellékszereplő              | Dan Aykroyd      | Jelölve  |
| 1995 | Arany Málna díj           | Legrosszabb női mellékszereplő                | Kathy Bates      | Jelölve  |
| 1995 | Arany Málna díj           | Legrosszabb rendező                           | Rob Reiner       | Jelölve  |
| 1995 | Arany Málna díj           | Legrosszabb forgatókönyv                      | North            | Jelölve  |
| 1995 | Szaturnusz-díj            | Legjobb fiatal színész                        | Elijah Wood      | Jelölve  |

## Fordítás
- Ez a szócikk részben vagy egészben  a   North (1994 film) című angol Wikipédia-szócikk fordításán alapul.  Az eredeti cikk szerkesztőit annak laptörténete sorolja fel. Ez a jelzés csupán a megfogalmazás eredetét és a szerzői jogokat jelzi, nem szolgál a cikkben szereplő információk forrásmegjelöléseként.